# Elektroodpady

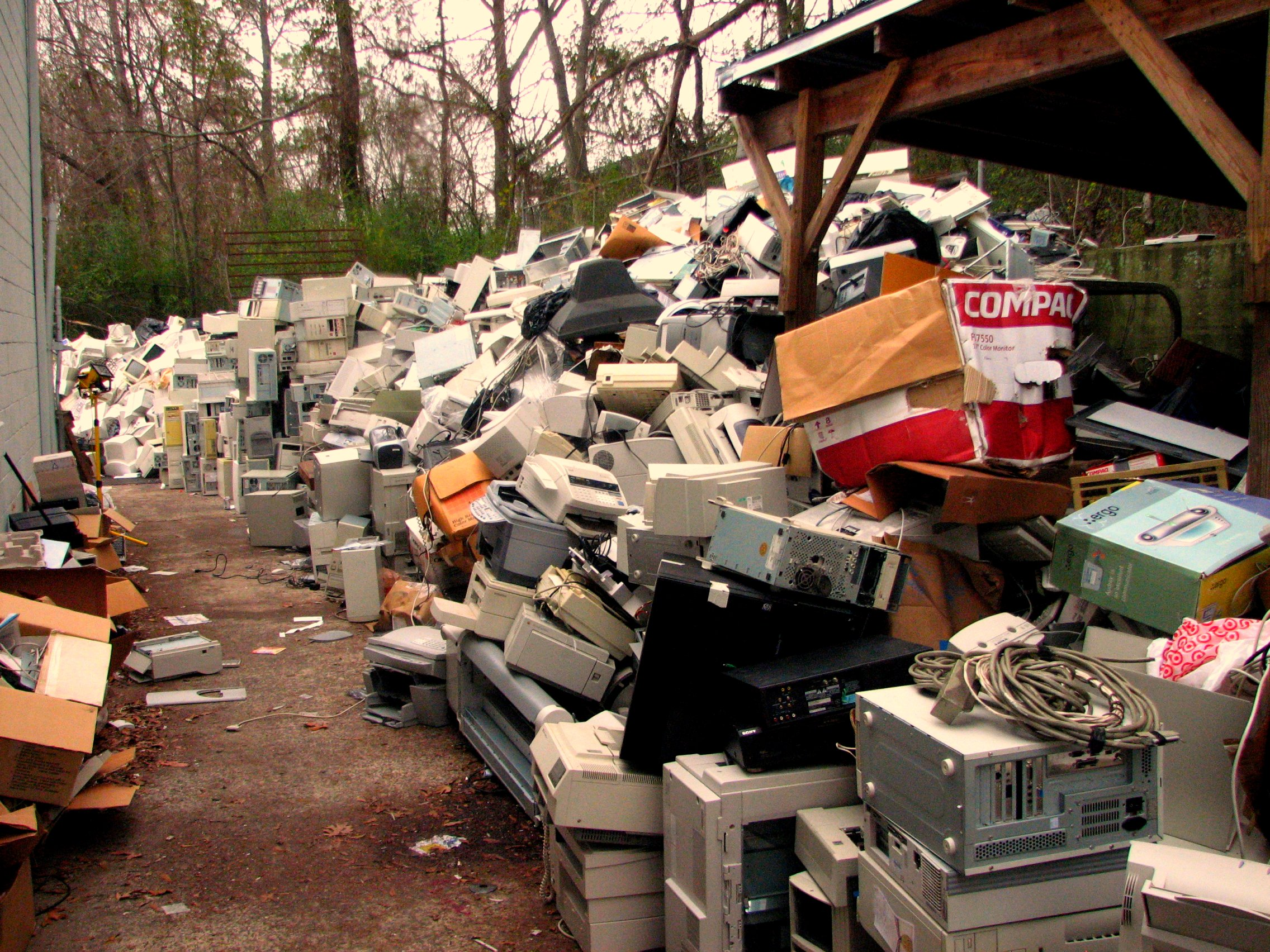
Odpady elektroniczne

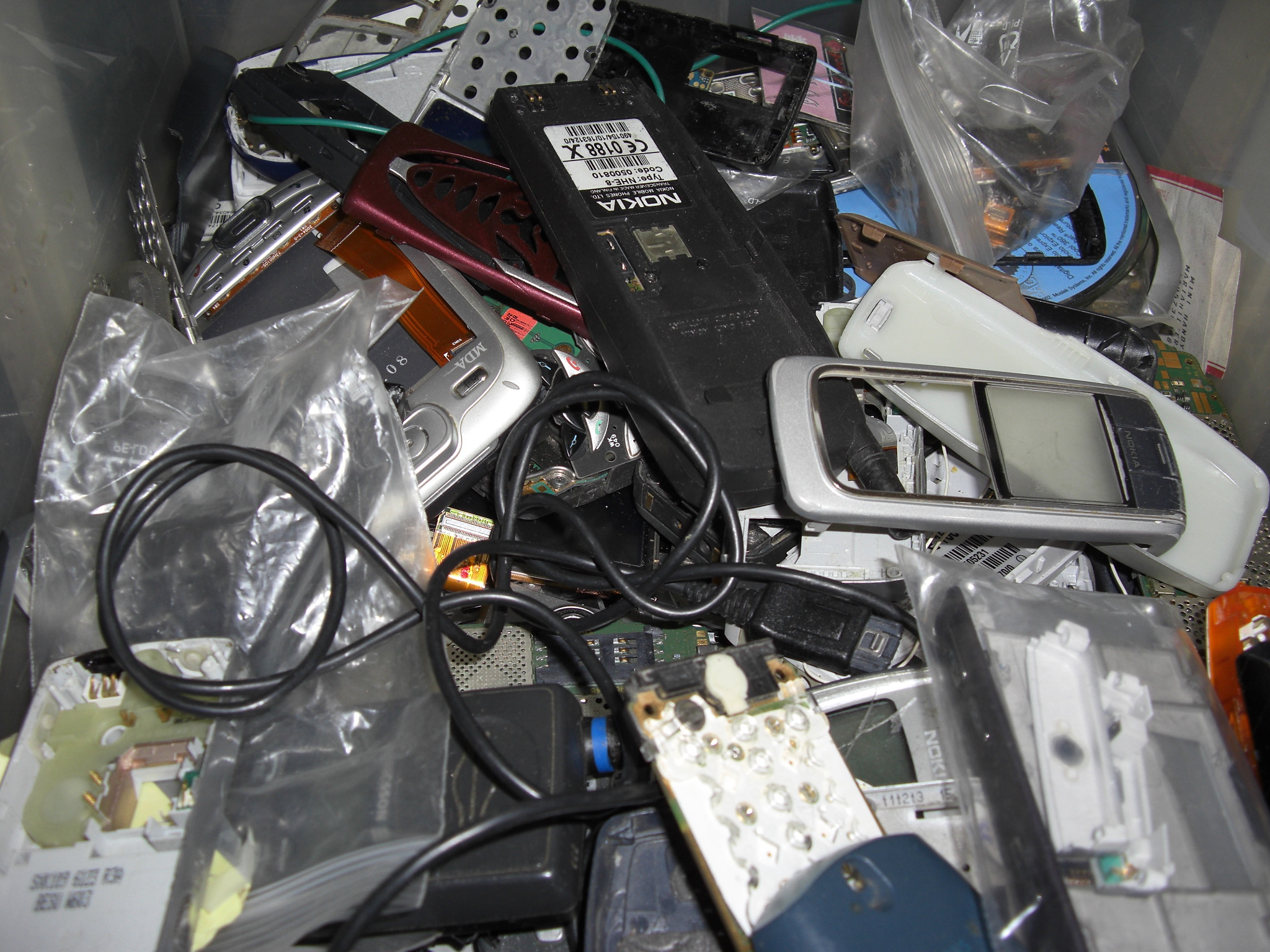
Uszkodzone telefony komórkowe

Elektroodpady – grupa odpadów obejmująca zużyty sprzęt elektryczny i elektroniczny. Do elektroodpadów zalicza się elektryczne urządzenia gospodarstwa domowego, sprzęt teleinformatyczny, telekomunikacyjny, audiowizualny, oświetleniowy i medyczny, narzędzia elektryczne i elektroniczne, automaty, czujniki, urządzenia pomiarowe itp. Elektroodpady nie mogą być wyrzucane łącznie z innymi odpadami, ponieważ zawierają substancje szkodliwe oraz trujące. Zasady postępowania z elektroodpadami i prowadzenia ich odzysku regulowane są przez przepisy krajowe i unijne.

## Grupy i rodzaje elektroodpadów
W załączniku nr 6 do ustawy z dnia 11 września 2015 r. o zużytym sprzęcie elektrycznym i elektronicznym (Dz.U. z 2024 r. poz. 573) wyróżnione zostało 10 grup, na które dzielą się wszelkiego rodzaju urządzenia:
1. Wielkogabarytowe urządzenia gospodarstwa domowego
- Wielkogabarytowe urządzenia chłodzące
- Chłodziarki
- Zamrażarki
- Pozostałe wielkogabarytowe urządzenia używane do chłodzenia, konserwowania i przechowywania żywności
- Pralki
- Suszarki do ubrań
- Zmywarki
- Urządzenia kuchenne, w tym kuchenki
- Piece elektryczne
- Elektryczne płyty grzejne
- Mikrofalówki
- Pozostałe wielkogabarytowe urządzenia używane do gotowania i innego typu przetwarzania żywności
- Elektryczne urządzenia grzejne
- Grzejniki elektryczne
- Pozostałe wielkogabarytowe urządzenia używane do ogrzewania pomieszczeń, łóżek, mebli wypoczynkowych
- Wentylatory elektryczne
- Urządzenia klimatyzacyjne
- Pozostały sprzęt wentylujący, wyciągi wentylacyjne i sprzęt konfekcjonujący

2. Małogabarytowe urządzenia gospodarstwa domowego
- Odkurzacze
- Zamiatacze dywanów
- Pozostałe urządzenia czyszczące
- Urządzenia używane do szycia, dziania, tkania i innego typu przetwarzania wyrobów włókienniczych
- Żelazka i pozostałe urządzenia do prasowania, maglowania i pozostałe urządzenia służące do pielęgnacji ubrań
- Tostery
- Frytkownice
- Rozdrabniacze, młynki do kawy oraz urządzenia do otwierania i zamykania pojemników i opakowań
- Noże elektryczne
- Urządzenia do strzyżenia włosów, suszenia włosów, szczotkowania zębów, golenia, masażu oraz pozostałe urządzenia do pielęgnacji ciała
- Zegary, zegarki oraz urządzenia do celów odmierzania, wskazywania lub rejestrowania czasu
- Wagi
- Pozostałe małogabarytowe urządzenia gospodarstwa domowego

3. Sprzęt teleinformatyczny i telekomunikacyjny
Scentralizowane przetwarzanie danych:
- Komputery duże
- Stacje robocze
- Jednostki drukujące

Komputery osobiste:
- Komputery osobiste stacjonarne, w tym procesor, mysz, monitor i klawiatura
- Laptopy, w tym procesor, mysz, monitor i klawiatura
- Notebooki
- Drukarki
- Sprzęt kopiujący
- Elektryczne i elektroniczne maszyny do pisania
- Kalkulatory kieszonkowe
- Pozostały sprzęt do zbierania, przechowywania, przetwarzania, prezentowania lub przekazywania informacji drogą elektroniczną
- Terminale i systemy użytkownika
- Fax-y
- Teleksy
- Telefony
- Automaty telefoniczne
- Telefony bezprzewodowe
- Telefony komórkowe
- Systemy zgłoszeniowe/sekretarki automatyczne
- Pozostałe produkty lub sprzęt służący do transmisji głosu, obrazu lub innych informacji za pomocą technologii telekomunikacyjnej

4. Sprzęt audiowizualny
- Odbiorniki radiowe
- Odbiorniki telewizyjne
- Kamery video
- Sprzęt video
- Sprzęt hi-fi
- Wzmacniacze dźwięku
- Instrumenty muzyczne
- Pozostałe produkty lub urządzenia wykorzystywane do nagrywania lub kopiowania dźwięku lub obrazów, w tym sygnałów, lub wykorzystujące technologie przesyłu dźwięku i obrazu inne niż telekomunikacyjne

5. Sprzęt oświetleniowy
- Oprawy oświetleniowe do lamp fluorescencyjnych, z wyjątkiem opraw oświetleniowych stosowanych w gospodarstwach domowych
- Liniowe lampy fluorescencyjne
- Kompaktowe lampy fluorescencyjne
- Wysokoprężne lampy wyładowcze, w tym ciśnieniowe lampy sodowe oraz lampy metalohalogenkowe
- Niskoprężne lampy sodowe
- Pozostałe urządzenia oświetleniowe służące do celów rozpraszania i kontroli światła, z wyjątkiem żarówek

6. Narzędzia elektryczne i elektroniczne, z wyjątkiem wielkogabarytowych, stacjonarnych narzędzi przemysłowych
- Wiertarki
- Piły
- Maszyny do szycia
- Urządzenia do skręcania, mielenia, piaskowania, przemiału, piłowania, cięcia, nawiercania, robienia otworów, nabijania, składania, gięcia lub podobnych metod przetwarzania drewna, metalu i innych materiałów.
- Narzędzia do nitowania, przybijania lub przyśrubowania lub usuwania nitów, gwoździ, śrub lub podobnych zastosowań
- Narzędzia do spawania, lutowania lub podobnych zastosowań
- Urządzenia do rozpylania, rozprowadzania, rozpraszania lub innego typu nanoszenia cieczy lub substancji gazowych innymi metodami
- Narzędzia do koszenia trawy lub innych prac ogrodniczych
- Pozostałe narzędzia elektryczne i elektroniczne

7. Zabawki, sprzęt rekreacyjny i sportowy
- Kolejki elektryczne lub tory wyścigowe
- Kieszonkowe konsole do gier video
- Gry video
- Komputerowo sterowane urządzenia do uprawiania sportów rowerowych, nurkowania, biegania, wiosłowania
- Sprzęt sportowy z elektrycznymi lub elektronicznymi częściami składowymi
- Automaty uruchamiane monetą, banknotem (pieniądzem papierowym), żetonem lub innym podobnym artykułem
- Pozostałe zabawki, sprzęt rekreacyjny i sportowy

8. Wyroby medyczne, z wyjątkiem wszystkich wszczepianych i skażonych produktów
- Sprzęt do radioterapii
- Sprzęt do badań kardiologicznych
- Sprzęt do dializoterapii
- Sprzęt do wentylacji płuc
- Urządzenia medyczne wykorzystujące technikę nuklearną
- Sprzęt laboratoryjny do diagnostyki in vitro
- Analizatory
- Zamrażarki laboratoryjne
- Testy płodności
- Pozostałe urządzenia do wykrywania, zapobiegania, monitorowania, leczenia, łagodzenia przebiegu choroby, urazów lub niepełnosprawności

9. Przyrządy do nadzoru i kontroli
- Czujniki dymu
- Regulatory ciepła
- Termostaty
- Urządzenia pomiarowe, ważące lub do nastaw-ów, używane w gospodarstwie domowym lub jako sprzęt laboratoryjny
- Pozostałe przyrządy nadzoru i kontroli używane w obiektach i instalacjach przemysłowych (np. w panelach sterowniczych)

10. Automaty do wydawania
- Automaty do wydawania napojów gorących
- Automaty do wydawania butelek lub puszek z zimnymi i gorącymi napojami
- Automaty do wydawania produktów stałych
- Automaty do wydawania pieniędzy - bankomaty
- Inne wydające wszelkiego rodzaju produkty

Zgodnie z najnowszą Dyrektywą Parlamentu Europejskiego i Rady 2012/19/UE z dnia 4 lipca 2012 r. od  dnia 15 sierpnia 2018 r. nowy podział na 6 grup będzie wyglądał następująco:
1. Sprzęt działający na zasadzie wymiany temperatury
- chłodziarki, zamrażarki,
- sprzęt automatycznie wydający produkty chłodzone
- sprzęt klimatyzacyjny
- sprzęt do osuszania
- pompy ciepła
- grzejniki zawierające olej
- inny sprzęt działający na zasadzie wymiany temperatury stosujący do celów wymiany temperatury płyny inne niż woda.

2. Ekrany, monitory i sprzęt zawierający ekrany o powierzchni większej niż 100 cm
- Ekrany
- odbiorniki telewizyjne
- cyfrowe ramki LCD do zdjęć
- monitory
- laptopy
- notebooki

3. Lampy
- Proste lampy fluorescencyjne,
- kompaktowe lampy fluorescencyjne,
- lampy fluorescencyjne, wysokoprężne lampy wyładowcze – w tym ciśnieniowe lampy sodowe i lampy metalohalogenkowe,
- niskoprężne lampy sodowe
- diody elektroluminescencyjne (LED).

4. Sprzęt wielkogabarytowy
- Pralki
- suszarki do odzieży
- zmywarki
- kuchenki
- piekarniki elektryczne
- elektryczne płyty grzejne
- oprawy oświetleniowe,
- sprzęt do odtwarzania dźwięku lub obrazu
- sprzęt muzyczny (z wyjątkiem organów piszczałkowych zainstalowanych w kościołach)
- urządzenia używane do dziania i tkania
- komputery wielkogabarytowe – mainframe
- drukarki wielkogabarytowe
- sprzęt kopiujący
- wielkogabarytowe automaty uruchamiane monetą
- wielkogabarytowe wyroby medyczne
- wielkogabarytowe przyrządy do monitorowania i kontroli
- wielkogabarytowe urządzenia automatycznie wydające produkty i pieniądze
- panele fotowoltaiczne.

5. Sprzęt małogabarytowy
- Odkurzacze
- zamiatacze do dywanów
- urządzenia do szycia
- oprawy oświetleniowe
- kuchenki mikrofalowe
- sprzęt wentylujący
- żelazka
- tostery
- noże elektryczne
- czajniki elektryczne
- zegary i zegarki
- golarki elektryczne,
- wagi
- urządzenia do pielęgnacji włosów i ciała
- kalkulatory
- odbiorniki radiowe,
- kamery wideo
- sprzęt wideo
- sprzęt hi-fi
- instrumenty muzyczne,
- sprzęt do odtwarzania dźwięku lub obrazu
- elektryczne lub elektroniczne zabawki
- sprzęt sportowy
- komputery rowerowe, do nurkowania, biegania, wiosłowania itd.
- czujniki dymu
- regulatory ciepła
- termostaty
- małogabarytowe narzędzia elektryczne i elektroniczne
- małogabarytowe wyroby medyczne,
- małogabarytowe przyrządy do monitorowania i kontroli
- małogabarytowe urządzenia automatycznie wydające produkty
- mały sprzęt ze zintegrowanymi panelami fotowoltaicznymi.

6. Małogabarytowy sprzęt informatyczny i telekomunikacyjny (żaden z zewnętrznych wymiarów nie przekracza 50 cm)
- Telefony komórkowe
- GPS
- kalkulatory kieszonkowe
- routery
- komputery osobiste
- drukarki
- telefony

## Substancje szkodliwe znajdujące się w elektroodpadach
Odpady elektroniczne zawierają liczne substancje szkodliwe oraz trujące, które po wydostaniu się z uszkodzonego sprzętu: lodówki, pralki, komputera, świetlówki czy innego urządzenia elektronicznego łatwo przenikają do gleby, wód gruntowych i powietrza. Może to powodować zanieczyszczenie środowiska naturalnego, stanowiąc tym samym zagrożenie dla zdrowia ludzi i zwierząt.
- Rtęć zawarta jest w niektórych świetlówkach. Jest to metal bardzo szkodliwy, który po przeniknięciu do organizmu powoduje uszkodzenie nerek, zaburzenia wzroku, słuchu, mowy, i koordynacji ruchów, deformuje kości i może być przyczyną zmian nowotworowych.
- Ołów wykorzystywany jest w elektronice jako składnik stopów lutowniczych i szkła kineskopowego. Ma właściwości toksyczne i rakotwórcze. Wchłonięty do organizmu, najpierw dostaje się z krwią do wątroby, płuc, serca i nerek, potem metal gromadzi się w skórze i mięśniach. Ostatecznie kumuluje się w tkance kostnej i niszczy szpik.
- Związki bromu stosowane są w komputerach. Po przeniknięciu do środowiska powodują u ludzi i zwierząt schorzenia układu rozrodczego oraz problemy neurologiczne.

- Chrom jest stosowany do powlekania elementów metalowych, aby uchronić je przed korozją. Pierwiastek jest też zawarty w luminoforze lamp kineskopowych. Zatrucie chromem objawia się zaburzeniami układu krążenia oraz układu oddechowego, chorobami skóry oraz alergią.
- Kadm zawarty jest w bateriach urządzeń elektrycznych. Zaburza czynności nerek, funkcje rozrodcze, powoduje chorobę nadciśnieniową, wywołuje zmiany nowotworowe, zaburza metabolizm wapnia powodując deformację szkieletu kostnego.
- Nikiel, gdy przedostanie się do organizmu w dużym stężeniu uszkadza błony śluzowe, obniża poziom magnezu oraz cynku w wątrobie, powoduje zmiany w szpiku kostnym oraz może przyczyniać się do zmian nowotworowych.
- PCB (związki chemiczne) pełnią w urządzeniach funkcje chłodzące, smarujące i izolujące. Po przedostaniu się do organizmu zalega w tkance tłuszczowej powodując m.in. uszkodzenia wątroby, anomalie reprodukcyjne, osłabienie odporności, zaburzenia neurologiczne i hormonalne.
- R-12, czyli freon to gaz syntetyczny zawarty w klimatyzatorach i lodówkach, w których pełni funkcję chłodniczą. Jest szczególnie szkodliwy dla warstwy ozonowej. Od 1998 roku nie wolno go stosować w urządzeniach elektrycznych, jednak nadal spotykany jest w urządzeniach starszego typu.
- Azbest używany jest w urządzeniach elektrycznych i elektronicznych m.in. ze względu na swoje właściwości izolacyjne. Jest jednak przyczyną wielu groźnych chorób np. pylicy azbestowej i raka płuc.

## Sytuacja prawna w Polsce

### Postępowanie z elektroodpadami

Znak przekreślonego kosza

Zgodnie z obowiązującą Ustawą z dnia 11 września 2015 r. o zużytym sprzęcie elektrycznym i elektronicznym (Dz.U. z 2024 r. poz. 573) nie wolno wyrzucać elektroodpadów do zwykłego śmietnika. Grozi za to kara grzywny do 5 000 złotych. Na sprzętach elektronicznych i elektrycznych umieszczany jest zazwyczaj znak przekreślonego kosza ZSEE, który informuje o zakazie wyrzucania elektroodpadów do zwykłego pojemnika.
Wprowadzający sprzęt tj. sprzedawcy detaliczni i hurtowi sprzedając nowy sprzęt mają obowiązek nieodpłatnie przyjąć od swojego klienta zużyty sprzęt elektryczny i elektroniczny (ZSEE), który jest tego samego rodzaju i w takiej samej ilości (stosunek 1:1 tj. zużyta pralka za nową pralkę). Posiadacz zużytego, zepsutego sprzętu może oddać go do specjalnych punktów zbiórki ZSEE działających w ramach gminnych jednostek organizacyjnych prowadzących działalność w zakresie odbierania odpadów komunalnych, lub w punktach legalnie istniejących przedsiębiorstw prywatnych. Od 2006 każda gmina ma obowiązek udostępnić mieszkańcom informację o znajdujących się na jej terenie podmiotach zbierających zużyty sprzęt oraz adresach prowadzonych przez nie punktów zbierania zużytego sprzętu. Legalnie działające zakłady zbiórki i przetwarzania powinny być wpisane w rejestr Głównego Inspektoratu Ochrony Środowiska.
Każdy może w łatwy sposób ograniczyć negatywny wpływ elektroodpadów na środowisko. Wystarczy oddać je bezpłatnie w sklepie (kupując nowy sprzęt tego samego rodzaju) lub specjalnym punkcie zbiórki elektroodpadów. Warto sprawdzić, czy firma której oddajemy zużyty sprzęt działa legalnie – powinna znajdować się w rejestrze Głównego Inspektoratu Ochrony Środowiska.

### Prawa i obowiązki użytkownika sprzętu - konsumenta
- Użytkownik sprzętu elektrycznego i elektronicznego przeznaczonego dla gospodarstw domowych ma obowiązek oddawania zużyty sprzęt elektryczny i elektroniczny do przeznaczonych do tego punktów zbiórki ZSEE.
- Zużytego sprzętu nie wolno umieszczać łącznie z innymi odpadami. Za pozostawienie sprzętu w miejscu do tego nieprzeznaczonym grozi kara grzywny do 5000 zł.
- W przypadku zakupu nowego sprzętu, konsument ma prawo oddać bezpłatnie zużyty sprzęt tego samego rodzaju (1:1), ale sprzedawca nie ma obowiązku zapewnić transportu tego sprzętu z mieszkania użytkownika do sklepu.
- Konsument może nieodpłatnie pozostawić sprzęt oddany do naprawy w punkcie serwisowym w przypadku, gdy jego naprawa jest niemożliwa lub nieopłacalna.
- Zarówno sprzedawca jak i prowadzący punkt serwisowy mają prawo odmówić przyjęcia zużytego sprzętu w przypadku, gdy stwarza on zagrożenie dla zdrowia lub życia przyjmujących.
- Informacje o punktach zbierania zużytego sprzętu elektrycznego i elektronicznego pochodzącego z gospodarstw domowych użytkownik może uzyskać: na stronie internetowej urzędu gminy, w siedzibie urzędu gminy - np. w gablotach informacyjnych, w punktach serwisowych oraz w punktach sprzedaży sprzętu przeznaczonego dla gospodarstw domowych.

### Prawa i obowiązki sprzedawców i punktów serwisowych
- Sprzedawcy detaliczni i hurtowi przy zakupie nowego sprzętu są zobowiązani do nieodpłatnego przyjęcia zużytego sprzętu elektrycznego i elektronicznego, pochodzącego z gospodarstw domowych, w ilości nie większej niż sprzedawany sprzęt tego samego typu (1:1).
- Sprzedawca, hurtownik lub serwisant mają obowiązek przyjęcia ZSEE bezpłatnie, nie mają natomiast obowiązku ponoszenia kosztów transportu zużytego sprzętu.
- Prowadzący punkt serwisowy ma obowiązek do nieodpłatnego przyjęcia sprzętu, jeżeli jego naprawa jest niemożliwa lub nieopłacalna dla jego właściciela.
- Sprzedawcy detaliczni, hurtowi oraz prowadzący punkty serwisowe mogą odmówić przyjęcia zużytego sprzętu w przypadku, gdy stwarza on zagrożenie dla zdrowia lub życia osób przyjmujących zużyty sprzęt.
- Sprzedawcy detaliczni i hurtowi mają obowiązek sprzedaży wyłącznie sprzętu wprowadzonego do obrotu przez Wprowadzającego. Sprzęt ten musi być zarejestrowany w rejestrze Głównego Inspektoratu Ochrony Środowiska[1].
- W punkcie sprzedaży oraz w punkcie serwisowym musi być umieszczona informacja o punktach zbierania zużytego sprzętu.
- Sprzedawany sprzęt musi być oznakowany symbolem przekreślonego, kołowego kontenera na odpady, co znaczy, że sprzęt został wprowadzony do obrotu po 13 sierpnia 2005 r.
- Sprzedawany sprzęt musi być opatrzony informacją o zakazie umieszczania zużytego sprzętu łącznie z innymi odpadami, wyjaśnieniem znaczenia oznakowania (symbol przekreślonego, kołowego kontenera na odpady), informacją o potencjalnych skutkach dla środowiska i zdrowia ludzi wynikających z obecności składników niebezpiecznych w sprzęcie, a także informacją o systemie zbierania zużytego sprzętu oraz o roli gospodarstwa domowego w procesie ponownego użycia i odzysku.
- Sprzedawca detaliczny ma obowiązek nieodpłatnego przekazania przyjętego zużytego sprzętu hurtownikowi lub prowadzącemu zakład przetwarzania lub organizacji odzysku.

Detaliści i hurtownicy są zobowiązani do sporządzania sprawozdań do Głównego Inspektora Ochrony Środowiska (w terminie do dnia 31 lipca za okres od 1 stycznia do 30 czerwca i do dnia 15 marca za okres 1 lipca do 31 grudnia każdego roku). Sprawozdania mają informować o masie zebranego i przekazanego do zakładu przetwarzania zużytego sprzętu.

## Prawa i obowiązki organizacji odzysku
Organizacje odzysku zostały powołane po to, aby w imieniu Wprowadzających - Producentów i Importerów spełniać ich obowiązki wynikające z ustawy, czyli:
- Organizować sprawny i efektywny w kosztach system zbierania zużytego sprzętu, organizować punkty zbiórki ZSEE, odbierać ZSEE z punktów zbierania, organizować przetwarzanie, odzysk, recykling i unieszkodliwianie zużytego sprzętu elektrycznego i elektronicznego.
- Składać do Głównego Inspektora Ochrony Środowiska wymagane prawem sprawozdania i rozliczenia.
- Prowadzić publiczne kampanie edukacyjne popularyzujące ideę selektywnego zbierania zużytego sprzętu elektrycznego i elektronicznego.

### Akty prawne - ustawy
- Ustawa z dnia 11 września 2015 r. o zużytym sprzęcie elektrycznym i elektronicznym (Dz.U. z 2024 r. poz. 573)
- Ustawa z dnia 1 lipca 2011 r. o zmianie ustawy o utrzymaniu czystości i porządku w gminach oraz niektórych innych ustaw (Dz.U. z 2011 r. nr 152, poz. 897, ze zm.)
- Ustawa z dnia 29 lipca 2005 r. o zużytym sprzęcie elektrycznym i elektronicznym (Dz.U. z 2005 r. nr 180, poz. 1495) (uchylona)
- Ustawa z dnia 27 kwietnia 2001 r. o odpadach (Dz.U. z 2001 r. nr 62, poz. 628) (uchylona)

### Akty prawne - dyrektywy
- Dyrektywa Parlamentu Europejskiego i Rady 2012/19/UE z dnia 4 lipca 2012 r. w sprawie zużytego sprzętu elektrycznego i elektronicznego (WEEE) (Dz.U. L 2012.197.38)
- Dyrektywa Parlamentu Europejskiego i Rady 2003/108/WE z dnia 8 grudnia 2003 r. zmieniająca dyrektywę 2002/96/WE w sprawie zużytego sprzętu elektrycznego i elektronicznego (WEEE) (Dz.U. L 345 z 31 grudnia 2003, P. 106)
- Dyrektywa Parlamentu Europejskiego i Rady 2002/96/WE z dnia 27 stycznia 2003 r. w sprawie zużytego sprzętu elektrotechnicznego i elektronicznego (WEEE) (Dz.U. L 37 z 13.2.2003, P. 24—39 / PL.ES Rozdział 15 Tom 07 P. 359 - 374)